# Markus Keusch
Markus Keusch (* 24. Mai 1993) ist ein österreichischer Fußballspieler.

## Karriere
Keusch begann seine Karriere beim SKU Amstetten. 2007 kam er in die AKA St. Pölten. 2010 wechselte er zum Zweitligisten SKN St. Pölten. Sein Debüt in der zweiten Liga gab er im Juli 2010, als er am ersten Spieltag der Saison 2010/11 gegen den FC Admira Wacker Mödling in der 74. Minute für Michael Popp eingewechselt wurde. Bis Saisonende folgten noch zehn weitere Einsätze in der zweithöchsten österreichischen Spielklasse.
Im Oktober 2011 wurde Keusch erstmals für die viertklassigen Amateure des SKN eingesetzt. Nach dreieinhalb Jahren beim SKN St. Pölten, in denen er auf 20 Zweitligamatches gekommen war, wechselte er im Jänner 2014 zum Regionalligisten SKU Amstetten. Mit Amstetten stieg er 2018 in die 2. Liga auf. In den viereinhalb Saisonen in der Regionalliga absolvierte er 106 Spiele, in denen er zwei Tore erzielen konnte. Nach neun Zweitligaeinsätzen verließ er Amstetten nach der Saison 2019/20.